# نسوية جديدة
تصف النسوية الجديدة وجهة نظر ناشئة للنساء تقول بأنهن يصبحن متمكنات من خلال الاحتفاء بالسمات التي يُنظَر إليها على أنها سمات أنثوية تقليدية، وتمجد مبدأً نسائيًّا جوهره المطالبة بالمساواة مع الرجل. النسوية الجديدة مصطلح استُخدم حديثًا في بدايات القرن الحادي والعشرين للإشارة إلى اتجاه ثقافي شهير يراه النقاد على أنه نوع من «نسوية أحمر الشفاه» التي تحصر النساء في الأدوار النمطية، بينما نحتت النسوية أفكار الحرية الثقافية التي اكتسبتها النساء أثناء الموجة النسوية الثانية خلال الستينيات والسبعينيات من القرن الماضي بالتحديد.

## أصولها
استُخدم مصطلح النسوية الجديدة منذ بداية موجة النسوية الثانية للإشارة بشكل واسع إلى أية مظهر حديث للنشاط النسوي، وبشكل أساسي لتمييزها عن الموجة النسوية الأولى التي كانت للمطالبة بحق اقتراع المرأة. استُخدم في عنوان الكتاب الأكثر مبيعًا لعام 1982 للكاتب جاك ج. زيفير عن الناشطة النسوية الفرنسية سيمون دي بوفوار، كتاب النسوية الحديثة لسيمون دي بوفوار (باريس: دينويل/جونثير 9782282202945). استخدم زيفير هذا المصطلح لتمييز وجهة نظر وآراء سيمون دي بوفوار وآرائع عن الكتاب المعروفين باسم «النسويون الجدد» مثل المنظّرة الأدبية لوس إيريغاريه، التي أشارت في كتاباتها إلى أن النساء لديهن أنوثة أساسية يمكن أن تعبر عن نفسها في أبجدية أنثوية (لغة/ كتابة أنثوية) من بين طرق أخرى. كتبت سيلين ت. ليون «لا يمكن للمرء أن يربط تمجيد دي بوفوار الوجودي للتفوق إلا بنوع النسوية الذي تندد به لوس إيريغاري في كتابها الجنس الذي ليس وحيدًا: «تكون النساء المتساويات مع الرجال مماثلاتٍ لهم، لذا لسن نساء».
كانت آراء سيمون دي بوفوار معاكسةً تمامًا:
على عكس كل المحاولات التي قامت بها النسويات للتخلص من الامتيازات الممنوحة للذكور وامتياز الذكر في بناء المعنى في الكتابة وخلق نمط كتابي أنثوي جديد، أنكرت وشجبت هذا التقييد للنساء في سجن الاختلاف/التفرد: «أعتبر أن القول إن هنالك طبيعة أنثوية تعبر عن نفسها بطريقة مختلفة وإن المرأة تعبر بجسدها أكثر من الرجل أمرًا يكاد يكون مناهضًا للنسوية».

تبين لاحقًا أن الكتّاب والمعلقين على الثقافات الشعبية استمروا في استخدام هذا المصطلح «النسوية الحديثة» لوصف النسوية الأساسية. استخدمه علماء الاجتماع لوصف حركة ثقافية جديدة «تحتفي بكل من الجسد الأنثوي والإنجازات السياسية للنساء»:
تدرك النساء -ويجب عليهن أن يدركن- استقلاليتهن من خلال أنوثتهن «بشكلها الذي يطهر في مجلة هي الفرنسية» (شوليت 2004). دعمت النسوية الجديدة حرية اختيار المرأة في الشكل ونمط الحياة والتوجهات الجنسية. يحتفظ هذا التوجه الاستهلاكي بتقدم المساواة القانونية في المجال السياسي ولكنه يحث النساء على الاحتفاء بأنوثتهن في حياتهن الشخصية، وهي فئة تشمل التقدم الوظيفي والملابس والتوجهات الجنسية.

## استخدامات أخرى
هناك أيضًا من ساوى هذا المصطلح وتفسيره مع النسوية الجديدة التي وصفها البابا يوحنا بولس الثاني. استخدم الباحث في السينما النسوية -هيلاري رادنر- مصطلح النسوية الحديثة لوصف التكرار النسوي في سلسلة أفلام كوميدية رومنسية من إنتاج هوليوود كان أولها نساء جميلات (غاري مارشال 1990) التي كانت غالبًا توصف بأنها أفلام ما بعد النسوية. يجادل رادنر بأن أصول النسوية الحديثة يمكن إرجاعها إلى أشكال وشخصيات مثل هيلين غورلي براون في كتاباتها في الستينات، وهذا يعني أن مصصلح ما بعد النسوية -الذي يشير ضمنيًّا إلى ظهور هذه الأفكار بعد الموجة النسوية الثانية- هو مصطلح يُحتمل أن يكون مضللًا.